# Grande Motte
Grande Motte – szczyt w Alpach Graickich, części Alp Zachodnich. Leży we wschodniej Francji w regionie Owernia-Rodan-Alpy. Należy do masywu Vanoise. Szczyt można zdobyć ze schroniska Refuge du Palet (2587 m) lub Refuge de la Leisse (2487 m). Należy do Parku Narodowego Vanoise.
Pierwszego wejścia dokonali Cuthbert, Blandford i Rowsell w 1864 r.